# Завалье (Тернопольская область)
Завалье (укр. Завалля) — село в Мельнице-Подольской поселковой общине Чортковского района Тернопольской области Украины.
До 2020 года входило в Борщёвский район.
Код КОАТУУ — 6120885902. Население по данным 1978 года составляло 53 человека.

## Географическое положение
Село Завалье находится на правом берегу реки Збруч,
выше по течению на расстоянии в 2 км расположено село Кудринцы,
ниже по течению на расстоянии в 2 км расположено село Пановцы,
на противоположном берегу — село Завалье.

## История
- 2004 год — село Завалье восстановлено отделением от села Пановцы.